# Responsável legal
Um responsável, guardião ou tutor legal é uma pessoa que foi nomeada por um tribunal ou de outra forma tem autoridade legal (e o dever correspondente) para tomar decisões relevantes para os interesses pessoais e patrimoniais de outra pessoa que é considerada incapaz, chamada de tutelado. Por exemplo, um tutor legal pode ter autoridade para tomar decisões relativas à habitação ou cuidados médicos de um tutelado ou gerir as finanças dele. A tutela é mais apropriada quando um suposto tutelado está funcionalmente incapacitado, o que significa que ele tem uma habilidade crítica para executar certas tarefas, como tomar decisões importantes na vida. A tutela pretende servir como salvaguarda para proteger o tutorado.
Qualquer pessoa pode solicitar uma audiência de tutela se acreditar que outro indivíduo não pode tomar decisões racionais em seu próprio nome. Numa audiência de tutela, um juiz decide em última análise se a guarda é apropriada e, em caso afirmativo, nomeará um responsável. Os tutores são normalmente utilizados em quatro situações: tutela para um idoso incapacitado (devido à velhice ou enfermidade), tutela para um menor e tutela para adultos com deficiência de desenvolvimento e para adultos considerados incapazes. Um membro da família é geralmente nomeado tutor, embora um tutor profissional ou curador público possa ser nomeado se um membro da família adequado não estiver disponível.

## Guardiõesad litem
Quando um acordo é alcançado em um caso de danos pessoais ou negligência médica envolvendo reclamações apresentadas em nome de um demandante menor ou incapacitado, os tribunais normalmente nomeiam um tutor ad litem para revisar os termos do acordo e garantir que seja justo e no melhor interesse do requerente. O guardião do acordo ad litem investiga minuciosamente o caso para determinar se o valor do acordo é justo e razoável.

## Alternativas à tutela
Como a tutela limita a autonomia e a capacidade de um tutelado de tomar certas decisões de vida, a tutela tem o potencial de prejudicar a saúde e o bem-estar da tutela. Como resultado, os indivíduos que consideram a tutela para apoiar um ente querido com incapacidades funcionais podem considerar se existem alternativas menos restritivas que possam atingir os mesmos objetivos. Três exemplos de alternativas incluem o estabelecimento de diretivas antecipadas, contar com a tomada de decisão apoiada, ou aproveitar as vantagens de serviços relacionados à comunidade que apoiam indivíduos com limitações funcionais.
As diretivas antecipadas permitem que um indivíduo competente forneça sua opinião sobre quais ações devem ser tomadas caso se torne incompetente. Por exemplo, num ambiente de cuidados de saúde, uma diretiva antecipada permitiria a um paciente expressar quais as opções de tratamento que prefere e quem gostaria que tomasse decisões em seu nome caso se tornasse incompetente. O estabelecimento de diretivas antecipadas é uma prática comum entre os idosos nos Estados Unidos.
Além disso, alguns indivíduos com capacidades funcionais limitadas podem manter a sua autonomia contando com a família ou amigos que podem ajudar esse indivíduo, informal ou formalmente, a tomar decisões importantes na vida sem tutela formal, chamada “tomada de decisão apoiada.” Por exemplo, esses indivíduos de apoio podem fornecer sugestões sobre onde seu ente querido deveria morar ou recomendar certas opções de tratamento em ambientes médicos. Este sistema de apoio também pode ajudar o indivíduo a modificar seu ambiente para promover seu sucesso. Por exemplo, se um membro da família estiver preocupado com o fato de o seu ente querido com capacidade funcional reduzida poder ter um comportamento inseguro (por exemplo, deixar o fogão a gás ligado), este membro da família pode reduzir a oportunidade para este comportamento (por exemplo, retirar o fogão a gás) sem envolvimento judicial. Esta técnica permite que os indivíduos apoiem e capacitem entes queridos com deficiência cognitiva.
Finalmente, a utilização de serviços comunitários que aliviem os factores de stress da vida cotidiana pode permitir que uma alegada enfermaria mantenha a sua autonomia. Por exemplo, certas organizações voluntárias prestam serviços como check-ins telefônicos e visitas domiciliares, e muitos profissionais médicos ou de saúde mental oferecem serviços domiciliares.
Em resumo, embora a tutela por vezes ofereça a melhor solução para apoiar um indivíduo que demonstra incapacidade funcional, pode considerar-se explorar soluções alternativas antes de procurar a tutela legal.